# Blackpink in Your Area
Blackpink in Your Area là album phòng thu tiếng Nhật và cũng là album tổng hợp đầu tiên của nhóm nhạc nữ Hàn Quốc Blackpink, đây cũng là album đầu tiên của nhóm được phát hành dưới dạng album kép với 2 đĩa gồm 1 đĩa tổng hợp chứa 9 bài hát gốc đầu tiên đã được nhóm ra mắt (Đĩa 2) và 1 đĩa là phiên bản tiếng Nhật của 9 bài hát từ Đĩa 2. Album được phát hành kỹ thuật số vào ngày 23 tháng 11 năm 2018 và đĩa cứng vào ngày 5 tháng 12 bởi YGEX.

## Bối cảnh và phát hành
Vào ngày 19 tháng 10 năm 2018, YG thông báo rằng nhóm sẽ phát hành album phòng thu tiếng Nhật đầu tiên của nhóm. YG cũng tiết lộ rằng album sẽ được phát hành với 12 phiên bản vào ngày 5 tháng 12. Vào ngày 13 tháng 11, YG nói rằng nhóm đã hợp tác với Shiseido để phát hành album của nhóm. YG cũng tiết lộ rằng album sẽ bao gồm các phiên bản tiếng Nhật của "Forever Young", "Really" và "See U Later" được phát hành trước đó trong mini album tiếng Hàn của nhóm, Square Up (2018).
Vào ngày 22 tháng 11, YG tiết lộ rằng album sẽ được bán tại các cửa hàng vào ngày 23 tháng 11, gồm 9 phiên bản single tiếng Nhật của nhóm.
Album sẽ chính thức phát hành trên digitally vào ngày 23 tháng 11 năm 2018.

## Đón nhận
Album ra mắt tại vị trí thứ 8 trên Oricon Albums Chart vào ngày đầu tiên và đạt vị trí thứ 7 vào ngày thứ hai. Trong ngày thứ ba, album rớt xuống vị trí thứ 11 và vị trí thứ 17 vào ngày thứ tư, và ngôi lên vị trí thứ 10 vào ngày thứ năm, rớt xuống vị trí thứ 16 vào ngày thứ sáu.
Album ra mắt tại vị trí thứ 9 trên Oricon Albums Chart trong tuần đầu tiên với 13,878 bản và rớt xuống vị trí thứ 30 vào tuần thứ hai với 3,044 bản. Album ra mắt tại vị trí thứ 91 trên Top Download Albums của Billboard Japan trong hai tuần, trước khi đạt vị trí thứ 77 trong tuần thứ ba..  Album cũng ra mắt tại vị trí thứ 12 trên Hot Albums của Billboard Japan, đạt vị trí thứ 9 trên Top Albums Sales với 14,710 bản.

## Danh sách đĩa nhạc
| Tải kỹ thuật số / Đĩa 1: Phiên bản tiếng Nhật | Tải kỹ thuật số / Đĩa 1: Phiên bản tiếng Nhật | Tải kỹ thuật số / Đĩa 1: Phiên bản tiếng Nhật |
| STT                                           | Nhan đề                                       | Thời lượng                                    |
| --------------------------------------------- | --------------------------------------------- | --------------------------------------------- |
| 1.                                            | "Boombayah"                                   | 4:00                                          |
| 2.                                            | "Whistle"                                     | 3:31                                          |
| 3.                                            | "Playing with Fire"                           | 3:15                                          |
| 4.                                            | "Stay"                                        | 3:50                                          |
| 5.                                            | "As If It's Your Last"                        | 3:32                                          |
| 6.                                            | "Ddu-Du Ddu-Du"                               | 3:29                                          |
| 7.                                            | "Forever Young"                               | 3:57                                          |
| 8.                                            | "Really"                                      | 3:17                                          |
| 9.                                            | "See U Later"                                 | 3:19                                          |
| Tổng thời lượng:                              | Tổng thời lượng:                              | 32:10                                         |

| Đĩa 2: Phiên bản tiếng Hàn | Đĩa 2: Phiên bản tiếng Hàn | Đĩa 2: Phiên bản tiếng Hàn | Đĩa 2: Phiên bản tiếng Hàn     | Đĩa 2: Phiên bản tiếng Hàn | Đĩa 2: Phiên bản tiếng Hàn |
| STT                        | Nhan đề                    | Phổ lời                    | Phổ nhạc                       | Arrangement                | Thời lượng                 |
| -------------------------- | -------------------------- | -------------------------- | ------------------------------ | -------------------------- | -------------------------- |
| 1.                         | "Boombayah"                | Teddy Bekuh Boom           | Teddy Bekuh Boom               | Teddy                      | 4:01                       |
| 2.                         | "Whistle"                  | Teddy Bekuh Boom           | Teddy Future Bounce Bekuh Boom | Teddy Future Bounce        | 3:31                       |
| 3.                         | "Playing with Fire"        | Teddy                      | Teddy R.Tee                    | R.Tee                      | 3:17                       |
| 4.                         | "Stay"                     | Teddy                      | Teddy Seo Wonjin               | Seo Wonjin                 | 3:50                       |
| 5.                         | "As If It's Your Last"     | Teddy Brother Su CHOICE37  | Teddy Future Bounce Lydia Paek | Teddy Future Bounce        | 3:33                       |
| 6.                         | "Ddu-Du Ddu-Du" (뚜두뚜두) | Teddy                      | Teddy 24 R.Tee Bekuh Boom      | Teddy 24 R.Tee             | 3:29                       |
| 7.                         | "Forever Young"            | Teddy                      | Teddy Future Bounce            | Teddy Future Bounce R.Tee  | 3:57                       |
| 8.                         | "Really"                   | Teddy Danny Chung          | Teddy Choice37                 | Choice37                   | 3:17                       |
| 9.                         | "See U Later"              | Teddy                      | Teddy R.Tee 24                 | R.Tee 24                   | 3:18                       |
| Tổng thời lượng:           | Tổng thời lượng:           | Tổng thời lượng:           | Tổng thời lượng:               | Tổng thời lượng:           | 64:20                      |

| DVD: các video âm nhạc | DVD: các video âm nhạc                 | DVD: các video âm nhạc |
| STT                    | Nhan đề                                | Thời lượng             |
| ---------------------- | -------------------------------------- | ---------------------- |
| 1.                     | "Boombayah" (video âm nhạc)            |                        |
| 2.                     | "Whistle" (Video âm nhạc)              |                        |
| 3.                     | "Playing with Fire" (video âm nhạc)    |                        |
| 4.                     | "Stay" (video âm nhạc)                 |                        |
| 5.                     | "As If It's Your Last" (video âm nhạc) |                        |
| 6.                     | "Ddu-du Ddu-du" (video âm nhạc)        |                        |

| DVD: Những video biểu diễn trực tiếp | DVD: Những video biểu diễn trực tiếp                             | DVD: Những video biểu diễn trực tiếp |
| STT                                  | Nhan đề                                                          | Thời lượng                           |
| ------------------------------------ | ---------------------------------------------------------------- | ------------------------------------ |
| 1.                                   | "Ddu-du Ddu-du" (Blackpink Arena Tour 2018)                      |                                      |
| 2.                                   | "Forever Young" (Blackpink Arena Tour 2018; phiên bản tiếng Hàn) |                                      |
| 3.                                   | "Whistle" (Blackpink Arena Tour 2018; phiên bản acoustic)        |                                      |
| 4.                                   | "Stay" (Blackpink Arena Tour 2018)                               |                                      |
| 5.                                   | "See U Later" (Blackpink Arena Tour 2018; phiên bản tiếng Hàn)   |                                      |
| 6.                                   | "Really" (Blackpink Arena Tour 2018; phiên bản tiếng Hàn)        |                                      |
| 7.                                   | "Playing with Fire" (Blackpink Arena Tour 2018)                  |                                      |
| 8.                                   | "Boombayah" (Blackpink Arena Tour 2018)                          |                                      |
| 9.                                   | "As If It's Your Last" (Blackpink Arena Tour 2018)               |                                      |

## Bảng xếp hạng
| Bảng xếp hạng (2018)         | Vị trí xếp hạng cao nhất |
| ---------------------------- | ------------------------ |
| Album Nhật Bản (Oricon)      | 9                        |
| Japan Hot Albums (Billboard) | 12                       |

## Lịch sử phát hành
| Khu vực  | Ngày                 | Định dạng                   | Hãng       |
| -------- | -------------------- | --------------------------- | ---------- |
| Toàn cầu | 23 tháng 11 năm 2018 | Digital download, streaming | YGEX, Avex |
| Nhật Bản | 5 tháng 12 năm 2018  | CD, CD+DVD                  | YGEX, Avex |